# Est (magazin)
Az Est magazin egy ingyenes programújság volt Magyarországon, amely a helyi kulturális és szabadidős programok átfogó kínálatával szolgált. 
Kiadója az Est Média volt és elsősorban a mozik előterében volt beszerezhető. A lap teljes egészében a hirdetőkből tartotta fenn magát, ennek köszönhette ingyenességét.

## Tartalma, jellege
Egykori profilja a moziműsor (rövid ajánlókkal az összes vetített filmről és hosszabb kritikákkal az újakról), ezenkívül információt nyújtott a színházak műsoráról, kiállításokról, könnyű- és komolyzenei koncertekről, sporteseményekről és más kulturális programokról. Külön rovatban számolt be a gyerekeknek szánt rendezvényekről, valamint tartalmazott könyvajánlót, interjút, apróhirdetéseket, horoszkópot és több tucat étterem, teaház és kávéház hirdetését.

## Változatai
Budapesti változata, a Pesti Est, 128 oldalon, heti 130 000 példányban jelent meg hetente (csütörtökönként) 1320 terjesztési helyen. Vidéki változatai Magyarország 19 nagyvárosában jelennek meg (Győri Est, Miskolci Est, Pécsi Est stb.) kéthetente, és az adott régió kulturális eseményeit mutatták be, összesen 194 000-es példányszámban.
A Junior a fiataloknak szólt, a Súgó a színház világában igazított el, a DVD Est Extra a DVD-újdonságokról tájékoztatott, és számos eseményre további különkiadások is megjelentek.
Internetes változata az Est.hu országos online programmagazin volt.

## Története
Azt Est magazint (illetve annak budapesti változatát, a  Pesti Estet) 1991 végén alapította Lang András, Melis András és Müller Miklós, akik korábban egy gimnáziumba jártak. Az első szám 1992. április 17-én jelent meg, fekete-fehér nyomtatásban; az újság 1996-ban lett színes formátumú. A vidéki Est lapok 1997 őszén indultak el. 2013 végén a vidéki lapok kiadása megszűnt. Utolsó fővárosi lapszáma 2020. március 12-én jelent meg, ezt követően online formában sem folytatták a lap kiadását.